# Chłopice
Pour la commune, voir Chłopice (gmina).
Chłopice est une localité polonaise, siège de la gmina de Chłopice, située dans le powiat de Jarosław en voïvodie des Basses-Carpates.